# アルメリア (植物)
アルメリア（Armeria maritima）は、イソマツ科の多年草。和名はハマカンザシ（浜簪）。アルメリアとは、ケルト語で海の近くという意味で、英名では海のそばで咲くピンク色の花として「Sea pink」とも呼ばれる。また、ヨーロッパでは「レディス・クッション」の別名がある。

## 特徴
花壇やコンテナを彩る花として多く栽培されている。ヨーロッパの海岸（特にイギリスに多い）の原産で、乾燥や塩分に強い。常緑性の草丈はごく低く、長い茎を出して球状の花序をつける。花の色は桃色、白、赤がある。
アルメリア属には50種ほどあり、低地の海岸の岩場から2000m以上の高山まで分布する。最も一般的なのはアルメリア・マリチマ（Armeria maritima）で、園芸品種も多く育成されている。高性のシュードアルメリア種（A. pseudarmeria）は葉も大きく大輪でボリュームがあり、切り花としても利用される。小型のジュニペリフォリア種（A. juniperifolia）は、山野草として栽培され、ロックガーデンやトラフに向いている。
日当たりと水はけのよい場所を好む。強い日ざしや寒さに強く、潮風にも強いので、やせ地や海に近い砂地のようなところでも育てられる。ただし、蒸れには弱く、特に高温期の多肥多湿には注意が必要になる。大株になって芽数がふえるほど蒸れて腐りやすくなるため、庭植え、鉢植えともに、毎年秋に株分けして植え直すとよい。芽が折れてしまったものや、根がほとんどつかない株の場合は、さし芽をして発根させてから植えつける。
花言葉は、思いやり、同情など。ちなみに、白いアルメリアはお悔みという意味があるため、人に贈る時は注意が必要である。